# Serra Gran d'Hornachos
La Serra Gran d'Hornachos està situada en la zona central de la província de Badajoz i s'eleva entre les comarques de Tierra de Barros, Valle de la Serena i la Campiña Sur. Està al costat de la localitat d'Hornachos, és el massís muntanyós de més altitud de la zona de Tierra de Barros i està al sud d'aquesta mateixa comarca. En ser un massís dominant enmig d'una zona força plana, això fa que els seus vessants aboquin les seves aigües en tres rius distints, el Matachel, un dels més importants afluents del Guadiana, el riu Palomillas i el Guadámez. Pel sud-oest limita amb marges desarborats de l'Embassament Los Molinos i pel nord amb un terreny més abrupte, amb altres serres de més baixa altitud com són la Serra de Miradera, Serra del Rincón i Serra de la Pedriza.

## Descripció
La vista general de la Serra Gran és successió de zones altes rocoses envoltada per un matoll de bosc baix molt atapeït al costat d'un bosc espès, que representen un entorn ideal per a la vida d'una abundant fauna mediterrània a un bosc d'alzines, arbusts i garrigar així com ullastrars a les valls i ginebre comú. També hi ha zones d'alzinars amb suredes i això és freqüent a la devesa extremenya. El voltor comú i l'àguila daurada sobrevola els cimsmés alts de la Serra Gran.

## Fauna
El bosc, el matoll tipus mediterranis i les deveses alimenten unes 220 espècies de vertebrats que habiten en aquesta zona. La fauna autòctona dels rius té una gran presència en aquesta zona, amb espècies com ara el Anaecypris hispanica, el Tropidophoxinellus alburnoides i boga. Entre els amfibis es poden trobar la gandària, el tritó, la reineta arbòria i el gripau. Per part dels rèptils, es troben el dragó comú, la serp de ferradura, escurçó ibèric, el llangardaix verd-i-negre i la tortuga d'estany.

## Galeria

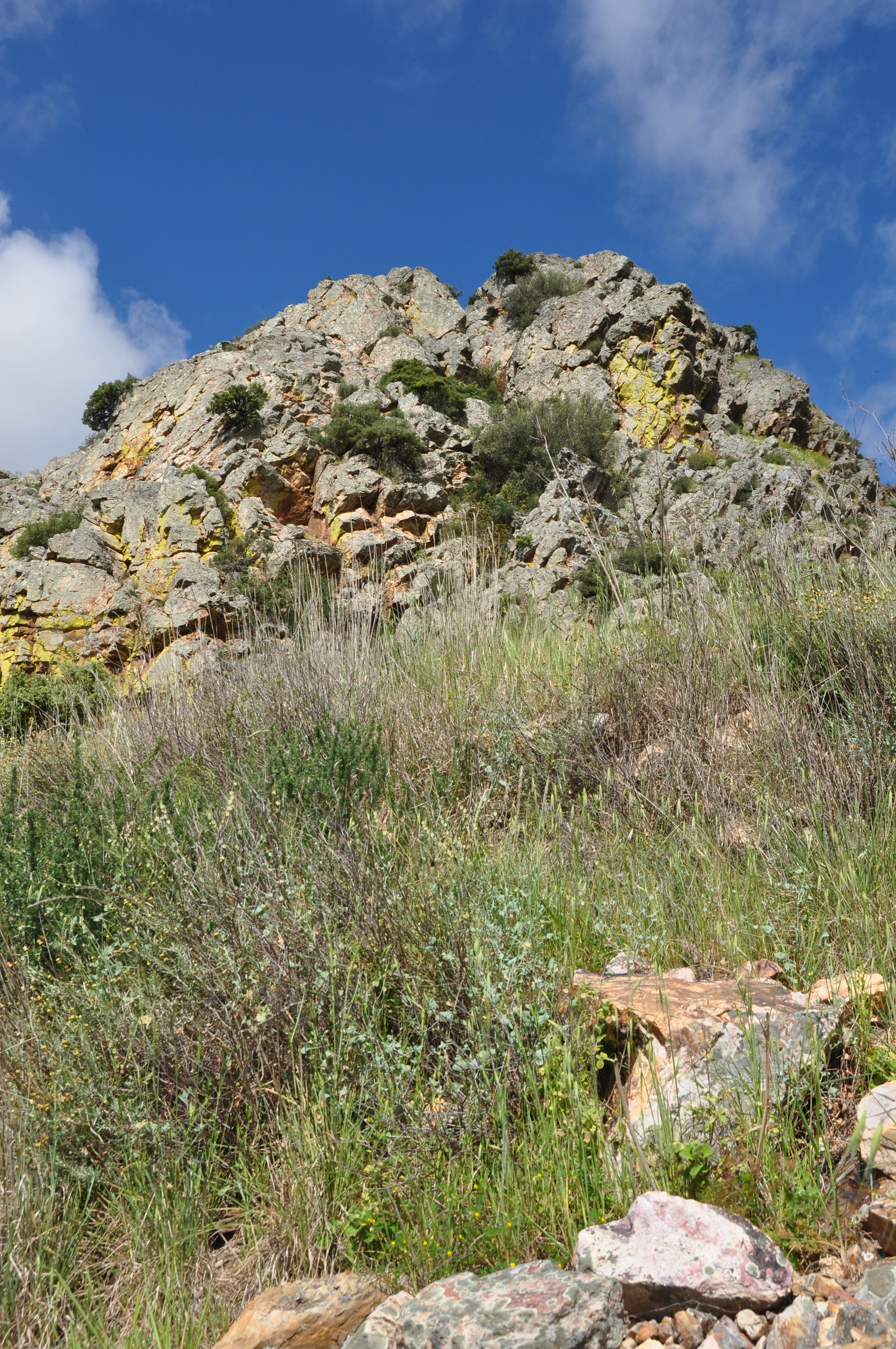
Detall de la Serra Gran d'Hornachos
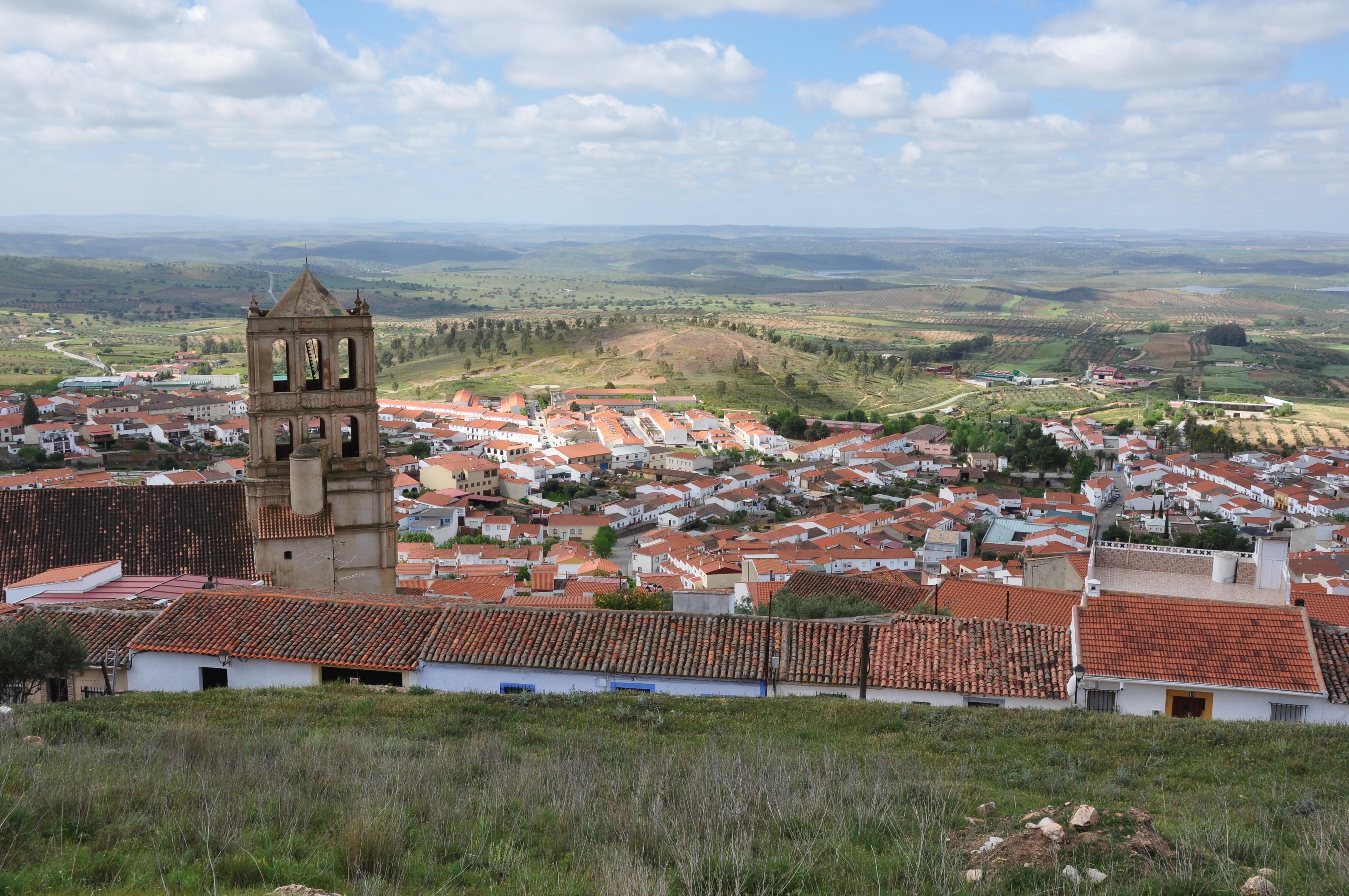
Hornachos en la Serra Gran
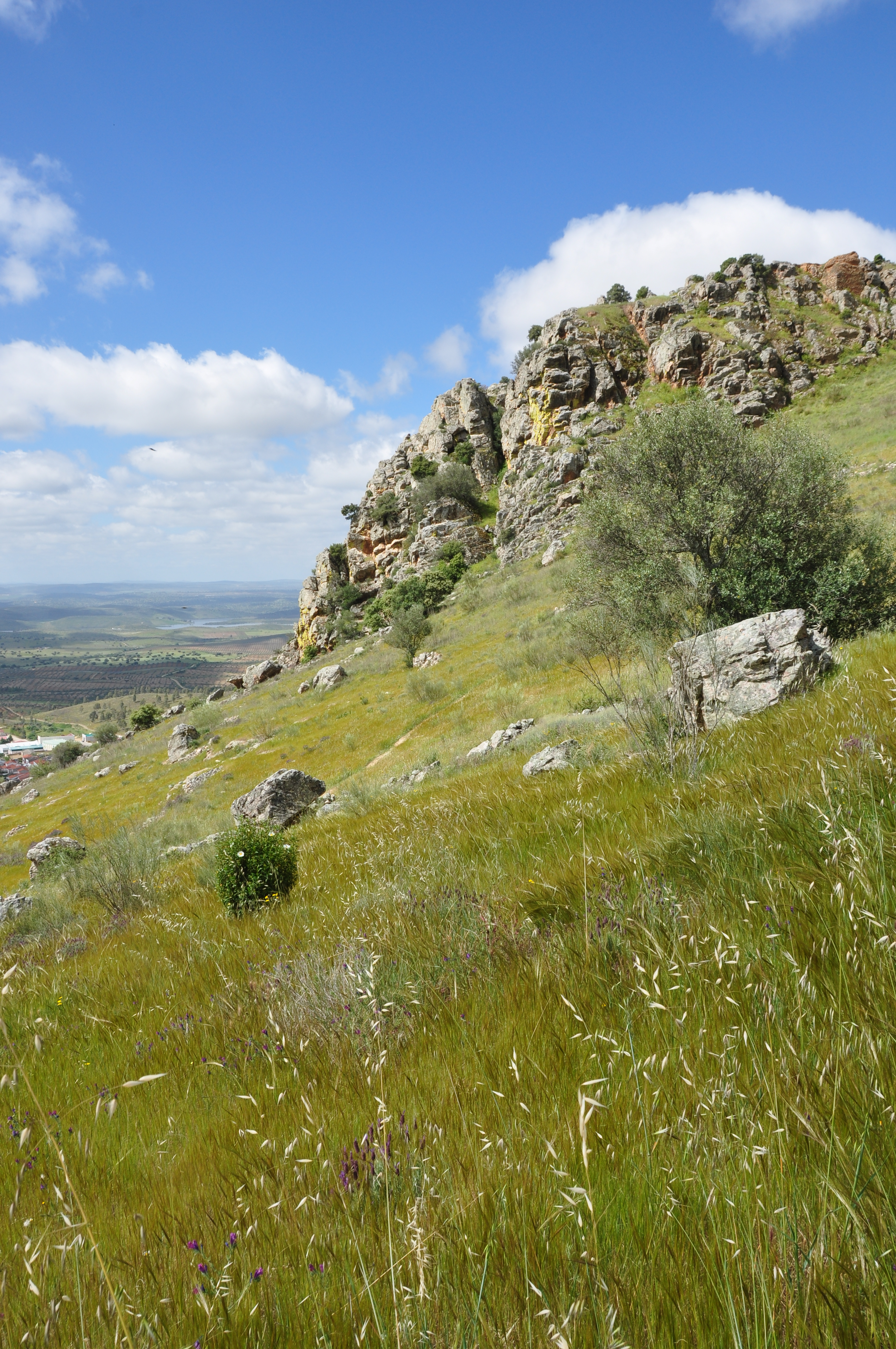
Serra Gran d'Hornachos